# Lawrence Christopher Frank Horle
Lawrence Christopher Frank Horle (Newark, 27 de maio de 1892 — 29 de outubro de 1950) foi um engenheiro eletrônico estadunidense.